# Borbás Ignác
Borbás Ignác (Eger, 1730. november 9. – Eger, 1803. január 10.) minorita rendi szerzetes és hitszónok.

## Élete
18 éves korában a ferences rendi minoriták közé lépett és a humaniorákat tanította Aradon, ezután Egerben működött hitszónokként. Később nemes házaknál volt nevelő.

## Munkái
- A halandó és ítéletre menendő emberi nemzetnek fényes tüköre. Irta olaszúl Inchinus Gábor, fordította deákra Duleken Antal s abból magyarra Leepes Bálint, megegyengette B. I. Eger, 1771–72. Négy kötet.

Latinból még több munkát fordított és átalakított.